# U-336 (tàu ngầm Đức)
U-336 là một tàu ngầm tấn công  Lớp Type VII thuộc phân lớp Type VIIC được Hải quân Đức Quốc Xã chế tạo trong Chiến tranh Thế giới thứ hai. Nhập biên chế năm 1942, nó đã thực hiện được năm chuyến tuần tra, đánh chìm một tàu buôn tổng tải trọng 4.919 GRT. Trong chuyến tuần tra cuối cùng, U-336 bị máy bay ném bom Lockheed Hudson của Không quân Hoàng gia Anh phóng rocket đánh chìm trong eo biển Đan Mạch vào ngày 5 tháng 10, 1943.

## Thiết kế và chế tạo

### Thiết kế

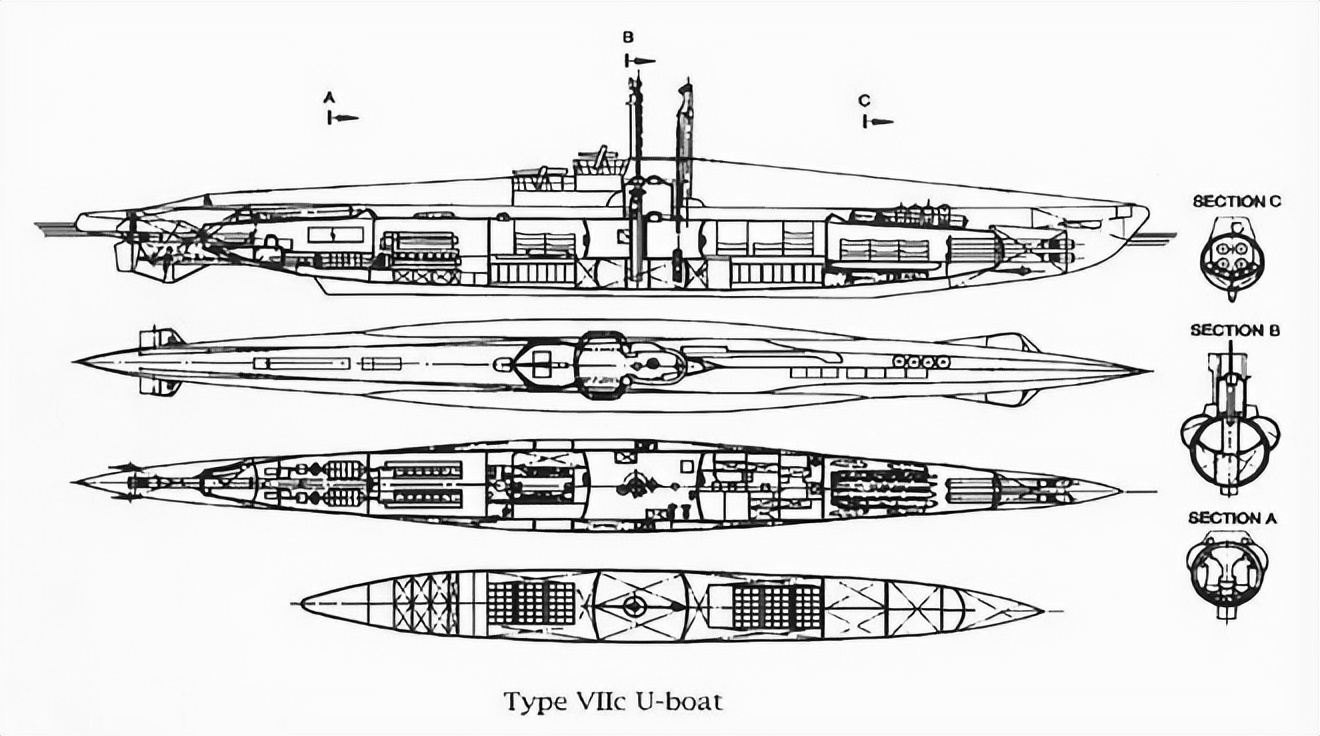
Sơ đồ các mặt cắt một tàu ngầm Type VIIC

Phân lớp VIIC của Tàu ngầm Type VII là một phiên bản VIIB được kéo dài thêm. Chúng có trọng lượng choán nước 769 t (757 tấn Anh) khi nổi và 871 t (857 tấn Anh) khi lặn). Con tàu có chiều dài chung 67,10 m (220 ft 2 in), lớp vỏ trong chịu áp lực dài 50,50 m (165 ft 8 in), mạn tàu rộng 6,20 m (20 ft 4 in), chiều cao 9,60 m (31 ft 6 in) và mớn nước 4,74 m (15 ft 7 in).
Chúng trang bị hai động cơ diesel Germaniawerft F46 siêu tăng áp 6-xy lanh 4 thì, tổng công suất 2.800–3.200 PS (2.100–2.400 kW; 2.800–3.200 bhp), dẫn động hai trục chân vịt đường kính 1,23 m (4,0 ft), cho phép đạt tốc độ tối đa 17,7 kn (32,8 km/h), và tầm hoạt động tối đa 8.500 nmi (15.700 km) khi đi tốc độ đường trường 10 kn (19 km/h). Khi đi ngầm dưới nước, chúng sử dụng hai động cơ/máy phát điện Garbe, Lahmeyer & Co. RP 137/c  tổng công suất 750 PS (550 kW; 740 shp). Tốc độ tối đa khi lặn là 7,6 kn (14,1 km/h), và tầm hoạt động 80 nmi (150 km) ở tốc độ 4 kn (7,4 km/h). Con tàu có khả năng lặn sâu đến 230 m (750 ft).
Vũ khí trang bị có năm ống phóng ngư lôi 53,3 cm (21 in), bao gồm bốn ống trước mũi và một ống phía đuôi, và mang theo tổng cộng 14 quả ngư lôi, hoặc tối đa 22 quả thủy lôi TMA, hoặc 33 quả TMB. Tàu ngầm Type VIIC bố trí một hải pháo 8,8 cm SK C/35 cùng một pháo phòng không 2 cm (0,79 in) trên boong tàu. Thủy thủ đoàn bao gồm 4 sĩ quan và 40-56 thủy thủ.

### Chế tạo
U-336 được đặt hàng vào ngày 15 tháng 8, 1940, và được đặt lườn tại xưởng tàu của hãng Nordseewerke ở Emden vào ngày 28 tháng 3, 1941. Nó được hạ thủy vào ngày 4 tháng 12, 1941, và nhập biên chế cùng Hải quân Đức Quốc Xã vào ngày 14 tháng 2, 1942 dưới quyền chỉ huy của Hạm trưởng, Đại úy Hải quân Hans Hunger.

## Lịch sử hoạt động

### 1942
Sau khi hoàn tất việc huấn luyện và chạy thử máy trong thành phần Chi hạm đội U-boat 5, U-336 được điều sang Chi hạm đội U-boat 1 từ ngày 1 tháng 12, 1942, để hoạt động trên tuyến đầu.

#### Chuyến tuần tra thứ nhất và thứ hai
Chuyến tuần tra đầu tiên trong chiến tranh của U-336 chỉ kéo dài trong hai ngày 12 và 13 tháng 11, 1942, cùng xuất phát và kết thúc tại Kiel.
Chiếc tàu ngầm lại khởi hành từ Kiel vào ngày 28 tháng 11 cho chuyến tuần tra tiếp theo. Nó tiến ra Bắc Hải, rồi băng qua khe GIUK giữa các quần đảo Shetland và Faroe để hoạt động trong vùng biển Bắc Đại Tây Dương về phía Nam Iceland và Greenland. Tại đây vào ngày 29 tháng 12, nó đã đánh chìm tàu chở dầu Bỉ President Francqui 4.919 GRT thuộc Đoàn tàu ONS 154, vốn đã hư hại do trúng hai quả ngư lôi từ tàu ngầm U-225. U-336 kết thúc chuyến tuần tra và đi đến cảng Brest bên bờ biển Đại Tây Dương của Pháp đã bị Đức chiếm đóng, đến nơi vào ngày 8 tháng 1, 1943.

### 1943

#### Chuyến tuần tra thứ ba
Chuyến tuần tra thứ ba của U-336 kéo dài tư ngày 2 tháng 3 đến ngày 11 tháng 4, 1943, cùng xuất phát và kết thúc tại cảng Brest, Pháp. Nó lại hoạt động tại khu vực giữa Bắc Đại Tây Dương, nhưng không đánh chìm được mục tiêu nào.

#### Chuyến tuần tra thứ tư
U-336 lại xuất phát từ Brest vào ngày 8 tháng 5 chuyến tuần tra thứ tư, cũng là chuyến dài nhất, kéo dài cho đến tận ngày 17 tháng 7. Nó hoạt động tại Bắc Đại Tây Dương xa hơn về phía Nam cho đến lối tiếp cận eo biển Gibraltar, nhưng vẫn không đánh chìm được mục tiêu nào. Chiếc tàu ngầm lại bị một máy bay đối phương không rõ nhận dạng tấn công vào ngày 10 tháng 7 ở vị trí về phía Tây Lisbon, Bồ Đào Nha, nhưng chỉ bị hư hại nhẹ. Nó kết thúc chuyến tuần tra tại cảng Lorient, Pháp.

#### Chuyến tuần tra thứ năm - Bị mất
Sau khi chuyển căn cứ hoạt động từ Lorient trở lại Brest vào cuối tháng 8, U-336 xuất phát từ cảng này vào ngày 14 tháng 9 cho chuyến tuần tra thứ năm, cũng là chuyến cuối cùng, để tiếp tục hoạt động tại vùng biển Bắc Đại Tây Dương. Vào ngày 14 tháng 9, nó bị một máy bay ném bom Lockheed Hudson thuộc Liên đội 269 Không quân Hoàng gia Anh phóng rocket đánh chìm trong eo biển Đan Mạch (giữa Greenland và Iceland), tại tọa độ 62°43′B 27°17′T / 62,717°B 27,283°T. Toàn bộ 50 thành viên thủy thủ đoàn của U-336 đều đã tử trận.

### "Bầy sói" tham gia
U-336 từng tham gia mười bầy sói:
- Ungestüm (11 – 30 tháng 12, 1942)
- Neuland (8 – 13 tháng 3, 1943)
- Dränger (14 – 20 tháng 3, 1943)
- Seewolf (21 – 30 tháng 3, 1943)
- Oder (17 – 19 tháng 5, 1943)
- Mosel (19 – 24 tháng 5, 1943)
- Trutz (1 – 16 tháng 6, 1943)
- Trutz 2 (16 – 29 tháng 6, 1943)
- Geier 3 (30 tháng 6 – 10 tháng 7, 1943)
- Rossbach (24 tháng 9 – 5 tháng 10, 1943)

### Tóm tắt chiến công
U-336 đã đánh chìm được một tàu buôn tải trọng 4.919 GRT:
| Ngày              | Tên tàu            | Quốc tịch | Tải trọng | Số phận      |
| ----------------- | ------------------ | --------- | --------- | ------------ |
| 29 tháng 12, 1942 | President Francqui | Belgium   | 4.919     | Bị đánh chìm |